# Antoni Bonfadini
Antoni Bonfadini (ur. ok. 1400, zm. 1 grudnia 1482) – włoski franciszkanin. Błogosławiony Kościoła katolickiego.

## Biografia
Urodził się około 1400 roku we włoskim Księstwie Ferrary. Pochodził z zamożnej rodziny szlacheckiej. Młodość spędził na zabawach i rozrywkach. W wieku około 40 lat zdecydował się jednak wstąpić do zakonu franciszkanów. Tam uzyskał doktorat z teologii i przyjął święcenia kapłańskie. Stał się znanym w całej Italii kaznodzieją i misjonarzem. Pod wpływem jego nauk wielu ludzi się nawracało. Przypisywano mu także cuda. Po powrocie z podróży do Ziemi Świętej zatrzymał się w Cotignola, gdzie głosił kazania. Tam zapadł na ciężką chorobę i zmarł w 1482 roku. Po jego śmierci miało miejsce wiele spektakularnych zdarzeń, które wiązano z jego osobą.
W 1495 roku jego ciało zostało przeniesione do kościoła klasztoru bernardynów. W 1631 roku wzniesiono dla niego grób, a w 1666 roku zbudowaną kaplicę. Proces diecezjalny odbył się w Faenzy w 1894, a papież Leon XIII potwierdził jego kult w 1901 roku. Wtedy to dokonano oględzin jego ciała, które, jak się okazało, nie uległo rozkładowi. Ciało błogosławionego do dziś jest dobrze zachowane. Co roku jest wystawiane do publicznej adoracji przez tydzień po Wielkanocy.